# بينهال دا سيرا
بينهال دا سيرا بلدية في ولاية ريو غراندي دو سول في المنطقة الجنوبية من البرازيل.    تمت ترقيتها إلى وضع البلدية في عام 1996، حيث تم فصلها عن بلدية إزميرالدا.